# Lewiston (Nebraska)
Lewiston – wieś w Stanach Zjednoczonych, w stanie Nebraska, w hrabstwie Pawnee.